# Markovac (Velika Plana)
Pour les articles homonymes, voir Markovac.
Markovac (en serbe cyrillique : Марковац) est une localité de Serbie située dans la municipalité de Velika Plana, district de Podunavlje. Au recensement de 2011, elle comptait 2 859 habitants.
Markovac est officiellement classé parmi les villages de Serbie.

## Démographie

### Évolution historique de la population
| 1948  | 1953  | 1961  | 1971  | 1981  | 1991  | 2002  | 2011  |
| ----- | ----- | ----- | ----- | ----- | ----- | ----- | ----- |
| 3 579 | 3 749 | 3 966 | 4 085 | 4 462 | 4 076 | 3 228 | 2 859 |

|  |